# .sb
.sb為所羅門群島國家及地區頂級域（ccTLD）的域名。

## 二级域注册限制
自2016年2月，注册机构允许直接注册二级域，唯部分二级域注册需要人工审核。
不需审核：
- com.sb
- net.sb

需要审核：
- edu.sb
- org.sb
- gov.sb

## 外部連結
- IANA .sb whois information（页面存档备份，存于）
- .sb registration website for local registrants
- .sb registration website for international registrants（页面存档备份，存于）